# フアード・シニオラ
フアード・シニオラ（もしくはセニオラ。アラビア語: فؤاد السنيوره, ラテン文字転写: Fouad Siniora、Fuʼād al-Sinyūra、またはFuad Siniora、Fouad Sanyoura、Fouad Seniora)は、レバノン共和国の政治家。同国首相などを歴任した。日本のメディアでは「シニオラ」のほか「シニョーラ」、稀に「セニョーラ」とも表記される。
元首相・実業家で、2005年2月14日に暗殺されたラフィーク・ハリーリーとは長年親しい関係にあった。

## 略歴
- 1943年、サイダのスンナ派ムスリムの家庭に生まれる
- ベイルート・アメリカン大学卒業後、シティ・バンク勤務
- 1970年代、母校で教鞭をとった後、シティ・バンク監査委員
- 1982年、ハリーリーに雇われる
- 1992年-1998年、レバノン共和国財務大臣
- 2000年-2004年、2度目のレバノン共和国財務大臣
- 2005年5月・6月、ハリーリー暗殺後、反シリアの気運に乗って議会選挙勝利
- 2005年7月19日、ナジーブ・ミーカーティーから首相職引き継ぐ
- 2005年6月30日、エミール・ラフード大統領との話し合いで組閣依頼を受ける
- 2005年7月19日、レバノン共和国首相に就任。レバノンからのシリア撤退後最初の政府、またヒズボラを含む初めての政府となる
- ヒズボラについて「政府は、反抗勢力を、イスラエルの侵略・脅威に対し国土を解放し名誉を防衛しようとするレバノン国民の愛国権の、自然で正直な表現だと見なす。（The government considers the resistance a natural and honest expression of the Lebanese people’s national rights to liberate their land and defend their honour against Israeli aggression and threats.）」と述べる

- 2006年4月、アメリカ・ワシントンD.C. を訪れ、ブッシュ大統領、閣僚メンバーと会談
- 2009年11月、首相退任

## 2006年レバノン侵攻
2006年のイスラエルによるレバノン侵攻に際しては、「レバノン南部統治の回復、市民軍、軍隊の武装解除が重要である」「シリアはレバノン国内に侵略しており、我々は十分な自衛力を持たない」などとコメントしている。